# Колос Родоський (фільм)
«Колос Родоський» (італ. Il colosso di Rodi, фр. Le Colosse de Rhodes) — італійський пеплум 1961 року, дебютна робота режисера Серджо Леоне.

## Сюжет
280 рік до н. е. Дарій, славетний грецький військовий, відвідує свого дядька Ліссіпа на острові Родос. Там щойно завершилося будівництво величезної статуї бога Аполлона, Колоса Родоського, яку спроєктував Харес. Цар Родоса, Ксеркс, планує союз з Фінікією, яка була ворогом Греції.
Дарій фліртує з Діалою, дочкою Хареса, та знайомиться з групою повстанців на чолі з Пеліоклом. Крім повстанців владу Ксеркса прагне повалити його заступник Тар. Він наказує таємно доставити на острів фінікійських солдатів під виглядом рабів, а його люди захоплюють Колоса, що слугує маяком.
Повстанці дізнаються про цей план і вирішують звернутися за допомогою до греків аби не допустити захоплення Родоса. Дарія підозрюють у шпигунстві, тому йому заборонено покидати острів. Повстанці використовують його для передачі повідомлень. Вночі біля Колоса їх заарештовують. Дарія засуджують до страти як співучасника змови проти Ксеркса. Однак перед стратою решта повстанців звільняють їх.
У схованці повстанців Пеліокл вирішує, що єдиний спосіб зупинити вторгнення фінікійців — це захопити Колоса і звільнити товаришів-повстанців, відправлених на каторгу. Дарій розуміє, що місія приречена на провал без розвідки. Тому він намагається заручитися допомогою Діали, і розповідає їй про схованку повстанців. Діала, яка прагне стати царицею при Тарі, зраджує Дарія і розповідає про плани повстанців Тару. Той заарештовує повстанців, за винятком Мірти та Короса — сестри та брата Пеліокла, які встигають сховатися.
Пеліокла та його людей Тар готується особисто стратити на арені, застреливши з лука. Декілька разів він промахується, завдяки чому Пеліокол звільняється. Дарій прибуває на арену, щоб публічно викрити справжні наміри Тара. Він попереджає, що фінікійці вже в місті. Тієї миті переодягнені фінікійські солдати розстрілюють царя та його васалів з луків. Повстанці негайно хапають зброю, але Дарія схоплюють, коли він намагається відчинити вхід у підземелля під Колосом, а Хареса вбивають. Повстанців відтісняють у місто, коли зненацька стається землетрус і шторм.
Тар і його люди тікають з Колоса і їх завалює уламками храму. Діала, мучена докором сумління, звільняє Дарія та гине під впалими балками. В місті зчиняється паніка, Колос падає в море.
Дарій і Мірта зустрічають Ліссіпа біля зруйнованого міста. Ліссіпп зазначає, що Дарій тепер вільний і може повернутися додому, але його племінник оголошує, що одружиться з Міртою та залишиться на Родосі, щоб встановити мир на острові.

## У ролях

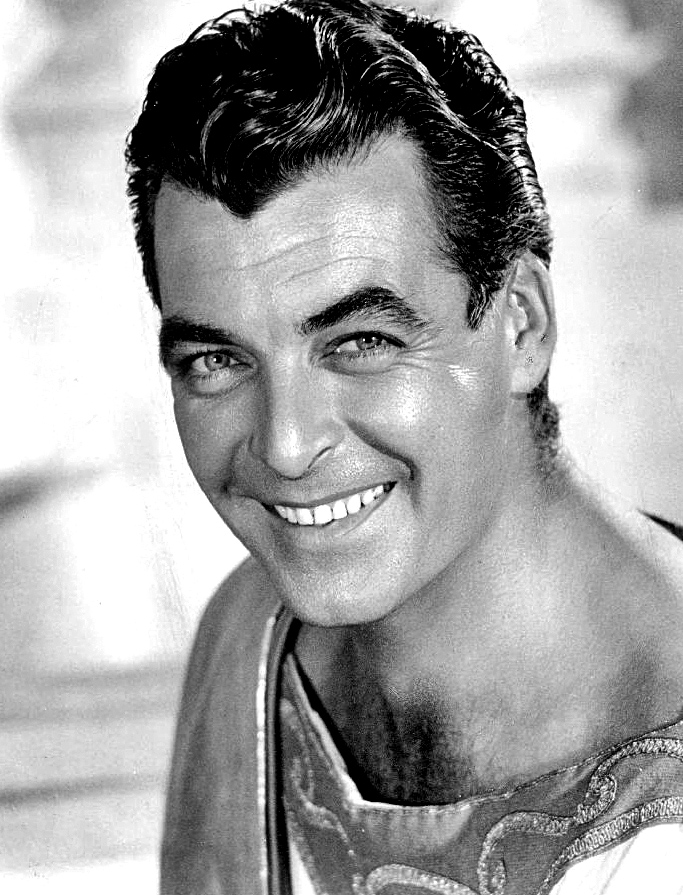
Рорі Калхун у ролі Дарія

- Рорі Калхун — Дарій
- Леа Массарі – Діала
- Жорж Маршаль – Пеліокл
- Конрадо Сан Мартін – Тар
- Анхель Аранда – Корос
- Мейбл Карр – Мірта
- Міммо Пальмара – Арес
- Роберто Камардіель — цар Ксеркс
- Альфіо Кальтабіано – Креонт
- Джордж Ріго – Лісіпп
- Фелікс Фернандес – Харес

## Створення фільму

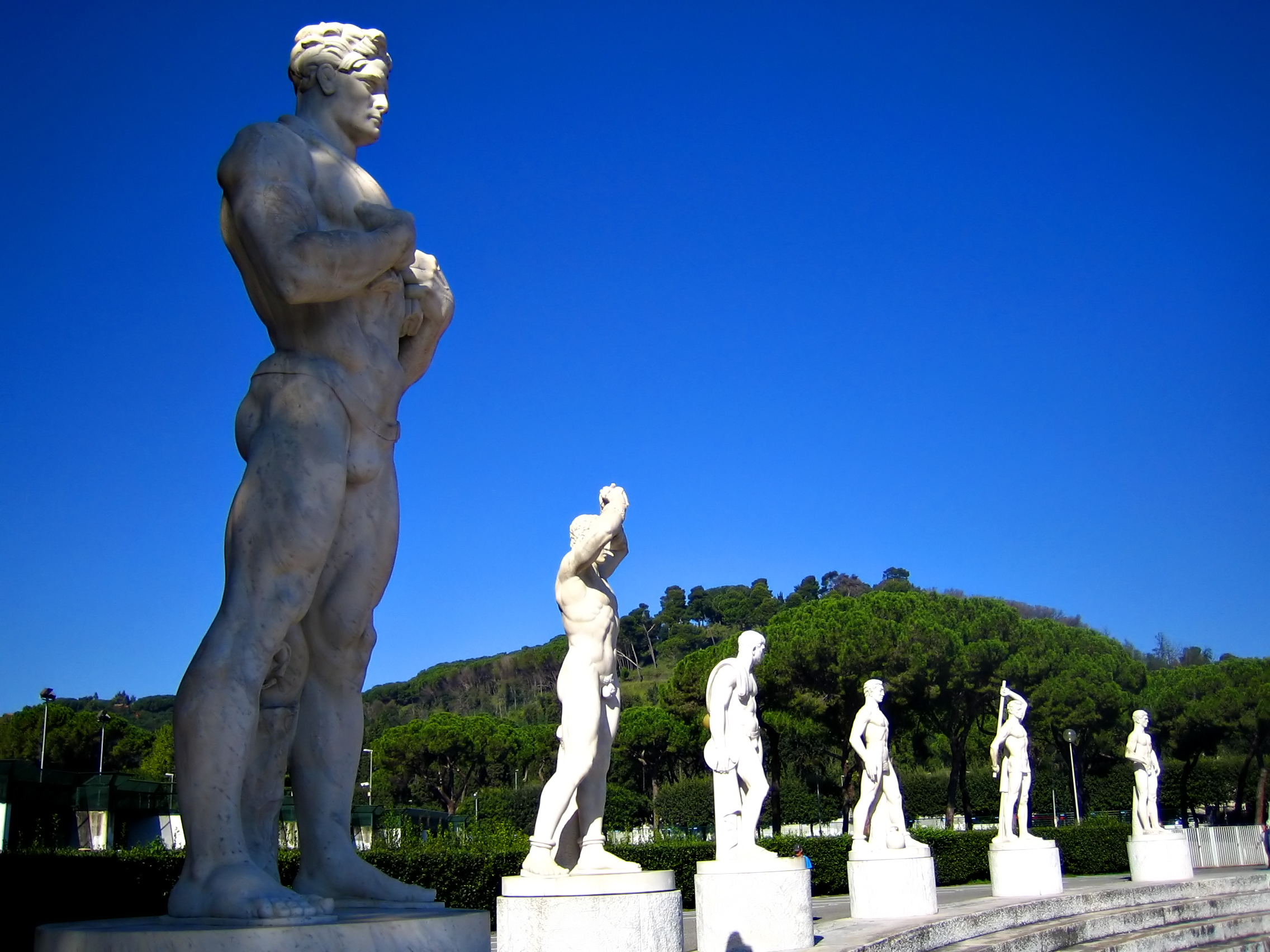
Скульптури на Мармуровому стадіоні

Декорації для фільму натхненні архітектурою фашистської Італії (1919-1945). Спочатку Леоне планував зобразити статую Колоса з обличчям самого Беніто Муссоліні, але потім обрав менш відверту політичну метафору, натхненну скульптурами з Мармурового стадіону в Римі.
Леоне намагався уникнути Голлівудських штампів, але жанр пеплума зумовив творчі обмеження. «Колос Родоський» вирізняється жорстокими сценами, порівняно з американськими пеплумами, та більшим реалізмом декорацій.
Джон Дерек планувався як виконавець головної ролі. Він звинуватив Леоне у недосвідченості й тому хотів узяти на себе роль режисера. Зрештою, Леоне відстояв своє режисерське місце і його підтримала більшість акторів фільму.
Зйомки відбувалися в Італії та Іспанії: в порту Ларедо, що в Кантабрії, в Біскайській затоці, в Мансанарес-ель-Реаль та в природничому парку Сьюдад-Енкантада в Куенці.

## Технічні дані
Фільм знятий на стандартній 35-мм кіноплівці анаморфотною оптикою по системі «Супертоталскоп» (англ. SuperTotalscope), який був різновидом широкоекранного формату «Синемаскоп». Прокатні фільмокопії друкувалися контактним способом у тому ж форматі, розрахованому на демонстрацію анаморфотним проєкційним об'єктивом з співвідношенням сторін екрану 2,35:1.

## Сприйняття
Фільм отримав змішані відгуки. Критики хвалили декорації, але оцінили акторську гру та сюжет як слабкі.
Згідно з The New York Times, «Візуально фільм непоганий, хоча в іншому доволі жахливий. Це спільний італійсько-іспанський продукт із дубляжем англійською мовою, плутаними діалогами та абсурдним сюжетом, де містер Калхун намагається позбавити стародавній острів Родос від тиранії». Натомість відгук у Segnalazioni cinematografiche повідомляє: «міфологічна історія, яка, якщо й не вирізняється оригінальністю, ніколи не впадає в банальність ні через зібраність діалогів, ні через режисуру — ретельну та проникливу».
Ретро-огляд PopDose стверджує, що «Колос Родоський» — це «дуже недбалий» епос із заплутаним сюжетом та поганою акторською грою. Дарій по суті мало значить для сюжету, а його флірт із Діалою непереконливий. Леоне намагається якнайчастіше показувати в кадрі Колоса, та ті самі події могли б відбутися в будь-якому античному місті. Статуя в підсумку не має значення. Проте Леоне зрештою хотів показати, що може зробити фільм не гірше, ніж у Америці.
Alternate Ending зазначає, що на час виходу «Колоса Родоського» жанр пеплума вже не був чимось новим і фільм виглядає звичайним. Гра Калухуна така, ніби він постійно «намагається не посміхатися», а його зачіска зовсім не пасує його персонажу. Цей «поверхневий, штучний проєкт» потрібен був Леоне, щоб наповнити свою фільмографію великими фільмами, а видатним режисером він став тільки згодом.

## Історичні неточності
Колос Родоський був збудований між 292 та 280 роками до н. е., а зруйнувався в 226 році до н. е. Скульптор Харес помер за 54 роки до цього і ніяк не міг побачити загибель свого творіння.